# Плей-оф Світової групи II Кубка Федерації 2009
Редагування Плей-оф Світової групи II 2009 — жіночі тенісні матчі між чотирма збірними, що поступились у змаганнях Світової групи II і чотирма збірними, що посіли перші місця в змаганнях Зональної групи I. Збірні, що перемогли в цих матчах, одержали право на участь у змаганнях Світової групи II 2010, тоді як ті, що зазнали поразки, долучилися до своїх зональних груп.

## Бельгія — Канада
| Бельгія BEL 3 | Grenslandhallen, Гасселт (Бельгія) 25–26 квітня 2009 Червоний ґрунт (закритий) | Grenslandhallen, Гасселт (Бельгія) 25–26 квітня 2009 Червоний ґрунт (закритий) | Канада CAN 2 |     |     |  |
| \| \| \| \| 1 \| 2 \| 3 \| \| \| - \| -------------- \| ------------------------------------------------------------------ \| --- \| --- \| --- \| \| \| 1 \| Бельгія Канада \| Тамарін Гендлер Александра Возняк \| 6 4 \| 5 7 \| 2 6 \| \| \| 2 \| Бельгія Канада \| Яніна Вікмаєр Стефані Дюбуа \| 6 1 \| 6 3 \| \| \| \| 3 \| Бельгія Канада \| Яніна Вікмаєр Александра Возняк \| 6 2 \| 6 4 \| \| \| \| 4 \| Бельгія Канада \| Тамарін Гендлер Стефані Дюбуа \| 5 7 \| 5 7 \| \| \| \| 5 \| Бельгія Канада \| Кірстен Фліпкенс / Яніна Вікмаєр Стефані Дюбуа / Александра Возняк \| 6 1 \| 6 3 \| \| \| |                                                                                |                                                                                |              |     |     |  |
| |                                                                                |                                                                                | 1            | 2   | 3   |  |
| 1 | Бельгія Канада                                                                 | Тамарін Гендлер Александра Возняк                                              | 6 4          | 5 7 | 2 6 |  |
| 2 | Бельгія Канада                                                                 | Яніна Вікмаєр Стефані Дюбуа                                                    | 6 1          | 6 3 |     |  |
| 3 | Бельгія Канада                                                                 | Яніна Вікмаєр Александра Возняк                                                | 6 2          | 6 4 |     |  |
| 4 | Бельгія Канада                                                                 | Тамарін Гендлер Стефані Дюбуа                                                  | 5 7          | 5 7 |     |  |
| 5 | Бельгія Канада                                                                 | Кірстен Фліпкенс / Яніна Вікмаєр Стефані Дюбуа / Александра Возняк             | 6 1          | 6 3 |     |  |

## Естонія — Ізраїль
| Естонія EST 3 | Tondi Tennis Club, Таллінн (Естонія) 25–26 квітня 2009 Plexipave (закритий) | Tondi Tennis Club, Таллінн (Естонія) 25–26 квітня 2009 Plexipave (закритий) | Ізраїль ISR 2 |      |     |  |
| \| \| \| \| 1 \| 2 \| 3 \| \| \| - \| --------------- \| -------------------------------------------------- \| --- \| ---- \| --- \| \| \| 1 \| Естонія Ізраїль \| Кая Канепі Ципора Обзилер \| 6 1 \| 6 3 \| \| \| \| 2 \| Естонія Ізраїль \| Марет Ані Шахар Пеєр \| 1 6 \| 0 6 \| \| \| \| 3 \| Естонія Ізраїль \| Кая Канепі Шахар Пеєр \| 6 3 \| 6 4 \| \| \| \| 4 \| Естонія Ізраїль \| Марет Ані Ципора Обзилер \| 6 4 \| 65 7 \| 3 6 \| \| \| 5 \| Естонія Ізраїль \| Марет Ані / Кая Канепі Ципора Обзилер / Шахар Пеєр \| 1 6 \| 6 4 \| 8 6 \| \| |                                                                             |                                                                             |               |      |     |  |
| |                                                                             |                                                                             | 1             | 2    | 3   |  |
| 1 | Естонія Ізраїль                                                             | Кая Канепі Ципора Обзилер                                                   | 6 1           | 6 3  |     |  |
| 2 | Естонія Ізраїль                                                             | Марет Ані Шахар Пеєр                                                        | 1 6           | 0 6  |     |  |
| 3 | Естонія Ізраїль                                                             | Кая Канепі Шахар Пеєр                                                       | 6 3           | 6 4  |     |  |
| 4 | Естонія Ізраїль                                                             | Марет Ані Ципора Обзилер                                                    | 6 4           | 65 7 | 3 6 |  |
| 5 | Естонія Ізраїль                                                             | Марет Ані / Кая Канепі Ципора Обзилер / Шахар Пеєр                          | 1 6           | 6 4  | 8 6 |  |

## Польща — Японія
| Польща POL 3 | Tenisowy Klub Sportowy Arka, Гдиня (Польща) 25–26 квітня 2009 Червоний ґрунт (відкритий) | Tenisowy Klub Sportowy Arka, Гдиня (Польща) 25–26 квітня 2009 Червоний ґрунт (відкритий) | Японія JPN 2 |     |     |  |
| \| \| \| \| 1 \| 2 \| 3 \| \| \| - \| ------------- \| -------------------------------------------------------- \| ---- \| --- \| --- \| \| \| 1 \| Польща Японія \| Уршуля Радванська Ай Суґіяма \| 3 6 \| 1 6 \| \| \| \| 2 \| Польща Японія \| Агнешка Радванська Морігамі Акіко \| 6 2 \| 6 1 \| \| \| \| 3 \| Польща Японія \| Агнешка Радванська Ай Суґіяма \| 7 65 \| 6 1 \| \| \| \| 4 \| Польща Японія \| Уршуля Радванська Моріта Аюмі \| 2 6 \| 4 6 \| \| \| \| 5 \| Польща Японія \| Клаудія Янс / Алісія Росольська Моріта Аюмі / Ай Суґіяма \| 1 6 \| 6 3 \| 6 3 \| \| |                                                                                          |                                                                                          |              |     |     |  |
| |                                                                                          |                                                                                          | 1            | 2   | 3   |  |
| 1 | Польща Японія                                                                            | Уршуля Радванська Ай Суґіяма                                                             | 3 6          | 1 6 |     |  |
| 2 | Польща Японія                                                                            | Агнешка Радванська Морігамі Акіко                                                        | 6 2          | 6 1 |     |  |
| 3 | Польща Японія                                                                            | Агнешка Радванська Ай Суґіяма                                                            | 7 65         | 6 1 |     |  |
| 4 | Польща Японія                                                                            | Уршуля Радванська Моріта Аюмі                                                            | 2 6          | 4 6 |     |  |
| 5 | Польща Японія                                                                            | Клаудія Янс / Алісія Росольська Моріта Аюмі / Ай Суґіяма                                 | 1 6          | 6 3 | 6 3 |  |

## Австралія — Швейцарія
| Австралія AUS 3 | Mildura Lawn Tennis Club, Мілдьюра (Австралія) 25–26 квітня 2009 Трава (відкритий) | Mildura Lawn Tennis Club, Мілдьюра (Австралія) 25–26 квітня 2009 Трава (відкритий) | Швейцарія SUI 1 |     |     |          |
| \| \| \| \| 1 \| 2 \| 3 \| \| \| - \| ------------------- \| ---------------------------------------------------------- \| ---- \| --- \| --- \| -------- \| \| 1 \| Австралія Швейцарія \| Саманта Стосур Амра Садікович \| 6 1 \| 6 2 \| \| \| \| 2 \| Австралія Швейцарія \| Єлена Докич Стефані Фегеле \| 7 61 \| 6 4 \| \| \| \| 3 \| Австралія Швейцарія \| Саманта Стосур Стефані Фегеле \| 7 62 \| 5 7 \| 6 3 \| \| \| 4 \| Австралія Швейцарія \| Джессіка Мур Матея Кралєвич \| 7 5 \| 4 6 \| 4 6 \| \| \| 5 \| Австралія Швейцарія \| Єлена Докич / Ренне Стаббс Матея Кралєвич / Амра Садікович \| \| \| \| не грали \| |                                                                                    |                                                                                    |                 |     |     |          |
| |                                                                                    |                                                                                    | 1               | 2   | 3   |          |
| 1 | Австралія Швейцарія                                                                | Саманта Стосур Амра Садікович                                                      | 6 1             | 6 2 |     |          |
| 2 | Австралія Швейцарія                                                                | Єлена Докич Стефані Фегеле                                                         | 7 61            | 6 4 |     |          |
| 3 | Австралія Швейцарія                                                                | Саманта Стосур Стефані Фегеле                                                      | 7 62            | 5 7 | 6 3 |          |
| 4 | Австралія Швейцарія                                                                | Джессіка Мур Матея Кралєвич                                                        | 7 5             | 4 6 | 4 6 |          |
| 5 | Австралія Швейцарія                                                                | Єлена Докич / Ренне Стаббс Матея Кралєвич / Амра Садікович                         |                 |     |     | не грали |